# Elecciones estatales de Bremen de 1999
Las Elecciones estatales de Bremen de 1999, se llevaron a cabo el 6 de junio de 1999, para elegir a los miembros del Bürgerschaft de Bremen.

## Sistema electoral
Las elecciones estatales de Bremen tienen algunas diferencias con respecto a otras elecciones alemanas. En esta elección se eligieron 80 escaños de la ciudad de Bremen y 20 escaños de la ciudad de Bremerhaven, pero con cláusulas del cinco por ciento separadas. Así, la DVU tomó un escaño de Bremerhaven, debido a tener más de un 5% en esta ciudad. Los 80 diputados de Bremen no son sólo fueron miembros del parlamento estatal, sino que también miembros del parlamento autónomo de la ciudad.

## Resultados
Los resultados fueron:
| Partido | Partido                                     | Votos   | % de votos   | Escaños  | % de escaños |
| ------- | ------------------------------------------- | ------- | ------------ | -------- | ------------ |
|         | Partido Socialdemócrata de Alemania (SPD)   | 123,875 | 42.6% (+9.2) | 47 (+10) | 47.0%        |
|         | Union Demócrata Cristiana de Alemania (CDU) | 108,050 | 37.1% (+4.5) | 42 (+5)  | 42.0%        |
|         | Alianza 90/Los Verdes (GRÜNE)               | 25,958  | 8.9% (-4.2)  | 10 (-4)  | 10.0%        |
|         | Deutsche Volksunion (DVU)                   | 8,823   | 3.0% (+0.5)  | 1 (+1)   | 1.0%         |
|         | Partido del Socialismo Democrático (PDS)    | 8,418   | 2.9% (+0.5)  | 0 (=)    | 0.0%         |
|         | Partido Democrático Liberal (FDP)           | 7,327   | 2.5% (-0.9)  | 0 (=)    | 0.0%         |
|         | Trabajo para Bremen y Bremerhaven (AFB)     | 7,110   | 2.4% (-8.3)  | 0 (-12)  | 0.0%         |
|         | Otros                                       | 1,530   | 0.5% (-1.6)  | 0 (=)    | 0.0%         |
| Totals  | Totals                                      | 291,091 | 100.0%       | 100 (=)  | 100.0%       |

## Post-elección
El Dr. Henning Scherf (SPD) se mantuvo en el cargo de alcalde y presidente del Senado, en una coalición SPD-CDU.